# 矢作藩
矢作藩（日语：／ Yahagi han */?）是日本江戶時代的一個藩，位於下總國（今千葉縣香取市本矢作）。藩廳在大崎城。

## 歷史
小田原征伐後，德川家康被豐臣秀吉分配到關東，當中鳥居元忠被分封到矢作4萬石。1600年，元忠在伏見城陣亡，長男忠成加封到陸奧國磐城平藩，矢作藩第一次被廢藩。
1618年，三浦正次被幕府封為780石旗本，後來增加到5000石。1630年再增加到5000石，成為了大名，再次成立矢作藩。1639年，正次被移封到下野國壬生藩，再次被廢藩。

## 歷代藩主
- 鳥居氏

1.鳥居元忠 1590年 - 1600年
2.鳥居忠政 1600年
- 三浦氏

1.三浦正次 1630年 - 1639年